# Academia Panamericana de Historia de la Medicina
La Academia Panamericana de Historia de la Medicina (APHIMED) es una organización pública, sin fines de lucro, de carácter científico, creada el 24 de agosto de 2015 en la ciudad de San José de Costa Rica, en la Universidad de Costa Rica. Está constituida por profesores e investigadores que provienen de las ciencias médicas, biológicas y sociales. Tiene como fin fomentar y desarrollar el estudio y la investigación de la historia de las ciencias médicas de América. Además tiene como propósito fortalecer la identidad panamericana y poner de relieve la contribución americana a la historia de la medicina mundial.
Es su objetivo que las 34 naciones que conforman la Organización de los Estados Americanos (OEA), estén representados en ella.

## Necesidad de su creación
Su creación surgió como necesidad a partir de una propuesta de la Academia de Historia de la Medicina de Costa Rica (AHIMED) y tuvo el respaldo de la Sociedad Internacional de Historia de la Medicina (SIHM).
En su primera Asamblea, llevada a cabo durante el I Congreso Panamericano de Historia de la Medicina, se designó al Prof. Dr. Rolando Cruz Gutiérrez como su primer presidente. En la segunda Asamblea, llevada a cabo durante el V Congreso Panamericano de Historia de la Medicina, en 2019, se designó al Prof. Dr. Ricardo Losardo como su actual presidente. 
En los años 2020 y 2021 no se realizaron congresos por la pandemia de Covid-19, reanudándose los mismos en el 2022. 

## Encuentros
- I Congreso Panamericano de Historia de la Medicina: 24-28 de agosto de 2015, ciudad de San José, Costa Rica. Presidente: Dr. Rolando Cruz Gutiérrez.
- II Congreso Panamericano de Historia de la Medicina: 1-3 de septiembre de 2016, ciudad de Buenos Aires, Argentina. Presidente: Dr. Ricardo Jorge Losardo.
- III Congreso Panamericano de Historia de la Medicina: 8-11 de noviembre de 2017, ciudad de Santiago, Chile. Presidente: Dr. Julio Cárdenas Valenzuela.
- IV Congreso Panamericano de Historia de la Medicina: 17-19 de octubre de 2018, ciudad de Puebla, México. Presidente: Dr. José Gaspar Rodolfo Cortés Riveroll.
- V Congreso Panamericano de Historia de la Medicina: 7-10 de agosto de 2019, ciudad de Lima, Perú. Presidente: Dr. Jorge Moscol Gonzales.
- VI Congreso Panamericano de Historia de la Medicina: 4-6 de noviembre de 2022, ciudad de La Paz, Bolivia. Presidente: Dr. Javier Luna Orosco.
- VII Congreso Panamericano de Historia de la Medicina: 26-28 de julio de 2023, Ciudad de Panamá, Panamá. Presidente: Dr. Luis Manuel Cornejo.
- VIII Congreso Panamericano de Historia de la Medicina: 28-31 de mayo de 2024, Ciudad de México, México. Presidente: Dra. Mariablanca Ramos de Viesca.

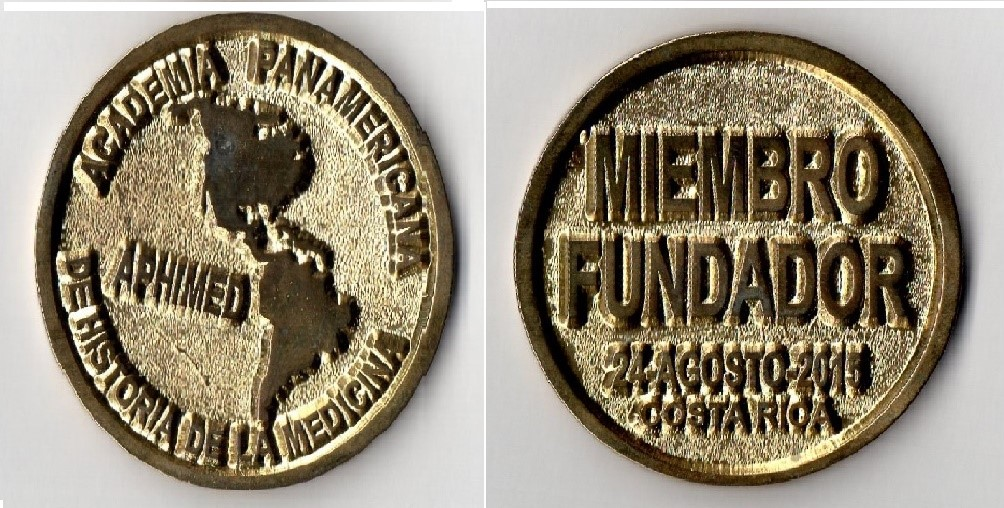
Medalla entregada a los miembros fundadores de la Academia Panamericana de Historia de la Medicina el 24 de agosto de 2015

## Junta Directiva
Presidente:
- Ricardo Jorge Losardo (Argentina)

Vicepresidentes:
Sección América del Norte: 
1º Rolando Neri Vela (México)
2º Andrew Nadell (Estados Unidos de América)
3º Sebastián Manuel Arteaga-Martínez (México)
Sección América Central y del Caribe: 
1º Pedro Goyenaga Hernández (Costa Rica)
2º Jamnyce Altamirano-Carcache (Nicaragua)
3º María Eugenia Bozzoli-Vargas (Costa Rica)
Sección América del Sur:
1º Jorge Moscol-Gonzales (Perú)
2º Javier Luna-Orosco (Bolivia)
3º Alberto Rodríguez-Torres (Chile)
4º Armando José China Bezerra (Brasil)
5º Carmen Antonetti (Venezuela)
Secretarios:
Sección América del Norte: 
- José Gaspar Rodolfo Cortés Riveroll (México)

Sección América Central y del Caribe: 
- Luis Manuel Cornejo Alemán (Panamá)

Sección América del Sur:
- Nadir Eunice Valverde Barbato de Prates (Brasil)

Prosecretarios:
- Ricardo Iván Álvarez Carrasco (Perú)
- Jaime Bortz (Argentina)
- Julio Cárdenas-Valenzuela (Chile)
- Rafael Coello-Cunto (Ecuador)
- Jorge Eduardo Duque-Parra (Colombia)
- Ruy Echavarría-Rodríguez (México)
- Francisco J. Muñiz (Puerto Rico)
- João C. Sabá (Brasil)

Tesoreros:
Sección América del Norte: 
- Salvador Rosales y de Gante (México)

Sección América Central y del Caribe: 
- Gloria Pacheco Blanco (Costa Rica)

Sección América del Sur:
- Octavio Binvignat Gutiérrez (Chile)

Vocales:
1º Nelson Arvelo D' Freitas (Venezuela)
2º John Barco-Ríos (Colombia)
3º Flory Cruz Cruz (Costa Rica)
4º Daniela Ramos-Serrano (Perú)
5º María Elena Samar (Argentina)
Fiscales:
- Rolando F. Del Maestro (Canadá)
- Floria Barrionuevo Chen Apuy (Costa Rica)

Presidentes Honorarios:
- Ana María Rosso (Argentina)
- Carlos Viesca-Treviño (México)
- Giorgio Zanchin (Italia)

Vicepresidentes Honorarios:
Sección América del Norte: 
- Alain Towaide (Estados Unidos de América)

Sección América Central y del Caribe: 
- María Isabel Rodríguez (El Salvador)

Sección América del Sur:
- Max Grinberg (Brasil)
- Rogerio de Freitas-Guimarães (Brasil)

Nota: Esta junta ha sido designada luego de la Asamblea realizada el 28 de julio de 2023 durante el VII Congreso Panamericano de Historia de la Medicina, en la Universidad de Panamá. También se designaron los delegados por países de Argentina, Bolivia, Brasil, Canadá, Chile, Colombia, Costa Rica, Ecuador, El Salvador, Estados Unidos de América, Guatemala, México, Nicaragua, Panamá, Perú, Puerto Rico, República Dominicana, Uruguay, Venezuela, etc.